# Christopher Hoffman
Christopher Hoffman est un violoncelliste, ingénieur sonore et producteur de musique américain basé à Chicago. Il est notamment le violoncelliste du groupe de grunge Pagoda et membre du groupe de rock alternatif Needers & Givers.

## Musique
Bien qu'il joue dans deux groupes de rock alternatif, Hoffman a côtoyé des artistes divers et variés durant sa carrière, jouant et enregistrant avec Pagoda, Ryan Scott, Clare Muldaur, Christina Courtin, Ryan Adams, John Zorn, Haale Devotchka, Henry Threadgill, John Ellis, Anat Cohen, Jenny Scheinman, Fred Lonberg-Holm, Butch Morris, Nate Wooley, Otomo Yoshide, Teddy Thompson, Dar Williams, Scott Rosenberg, Young Love, Anistar, Mat Maneri et Elizabeth & The Catapult.